# Danderyds kommun
59°24′N 18°05′Ø / 59.400°N 18.083°Ø
Danderyd kommun ligger i det svenske län Stockholms län i landskapet Uppland. Kommunens administrationscenter ligger i Djursholm. Danderyd regnes for Sveriges rigeste kommune.[kilde mangler]
I kommunen ligger øen Tranholmen, der er en ø i fjorden Lilla Värtan i Stockholms skærgård, hvor også Edsviken kan nævnes. En del af kommunens administration har hjemme på hovedbygningen på godset Djursholm.

## Byer
Danderyd kommune har tre byer.
(indbyggere per 31. december 2005.)
| #  | By         | Indbyggere |
| -- | ---------- | ---------- |
| 1. | Stockholm  | 24.889*    |
| 2. | Täby       | 5 034**    |
| 3. | Tranholmen | 277        |

- *Den del af Stockholm som ligger i Danderyd kommune. Byen Stockholm ligger også i følgende kommuner; Järfälla, Botkyrka, Haninge, Tyresö, Huddinge, Sollentuna, Solna, Stockholm, Nacka og Sundbyberg kommuner.
- ** Den del af Täby som ligger i Danderyd kommun. Täby har også areal også i Täby kommun og Sollentuna kommun.

## Galleri
- Udsigt over dele af Danderyd, 2006